# الستر هیتکوت
الستر هیتکوت (انگلیسی: Alastair Heathcote؛ زادهٔ ۱۸ اوت ۱۹۷۷) قایقران روئینگ اهل بریتانیا است.